# ジャンポスト
「ジャンポスト」は、『週刊少年ジャンプ』（以下WJ）誌上で1996年3・4号から同年27号まで連載されていた読者コーナー。
漫画家のなかむら治彦らが構成を担当。野球のリーグ戦になぞらえ、個人または地域（都道府県）別で、テーマに沿ったネタバトル形式を取っていた。誌面にはイラストによるスタッフの似顔絵の他、マスコットキャラクターの「ポストマン」が登場した。終盤にはプロレス風に刷新し、新マスコットの「ポストガール」が登場した。
しかし地域ごとのバトルという形式に対し、投稿者の絶対数が首都圏に集中し地方投稿者は不利となる地域格差が生じていた。また長年続いた前コーナー『ジャンプ放送局』の後ということもあり、人気は低迷し半年で終了。WJとしては『ホップ・ステップ・ジャンプ』（1969年21号 - 26号）に次いで、2番目に連載期間の短い読者コーナーである。
本コーナー終了後、WJは漫画作品の後すぐさま次号予告ページとなり、1997年3・4号に『ハガキ戦士ジャンプ団』が連載開始するまで半年以上、読者コーナーが無い期間が続いた。